# 非洲侏隼
非洲侏隼（学名：Polihierax semitorquatus）是一种生活在非洲东部和南部的猛禽，是侏隼属现有的唯一一种。作为一个小型隼，非洲侏隼只有19 〜20厘米长，它捕食昆虫，小型爬行动物，小型哺乳动物。

## 描述
成年非洲侏隼的脸白色下方是白色，上方是灰色，雌的有灰色的背部。颈部看上去像有白色的眼睛。未成年个体有一个褐色的背部，比成年雌性的暗淡，翅膀的飞羽是黑色和白色，尾部不是黑色和白色。
它飞得较低且有起伏。在飞行习惯等方面与一些伯劳有点像。
肯尼亚非洲侏隼的叫声是高昂的kikiKIK声 南非个体的叫声是'chip-chip'及'kik-kik-kik-kik'" .

## 范围，栖息地和数量
非洲侏隼住在灌木丛中。castanonotus栖息在在南苏丹和索马里南部及乌干达和坦桑尼亚。 semitorquatus栖息在安哥拉南非北部。这个范围估计有270万平方公里，总数量估计在10万到100万之间。

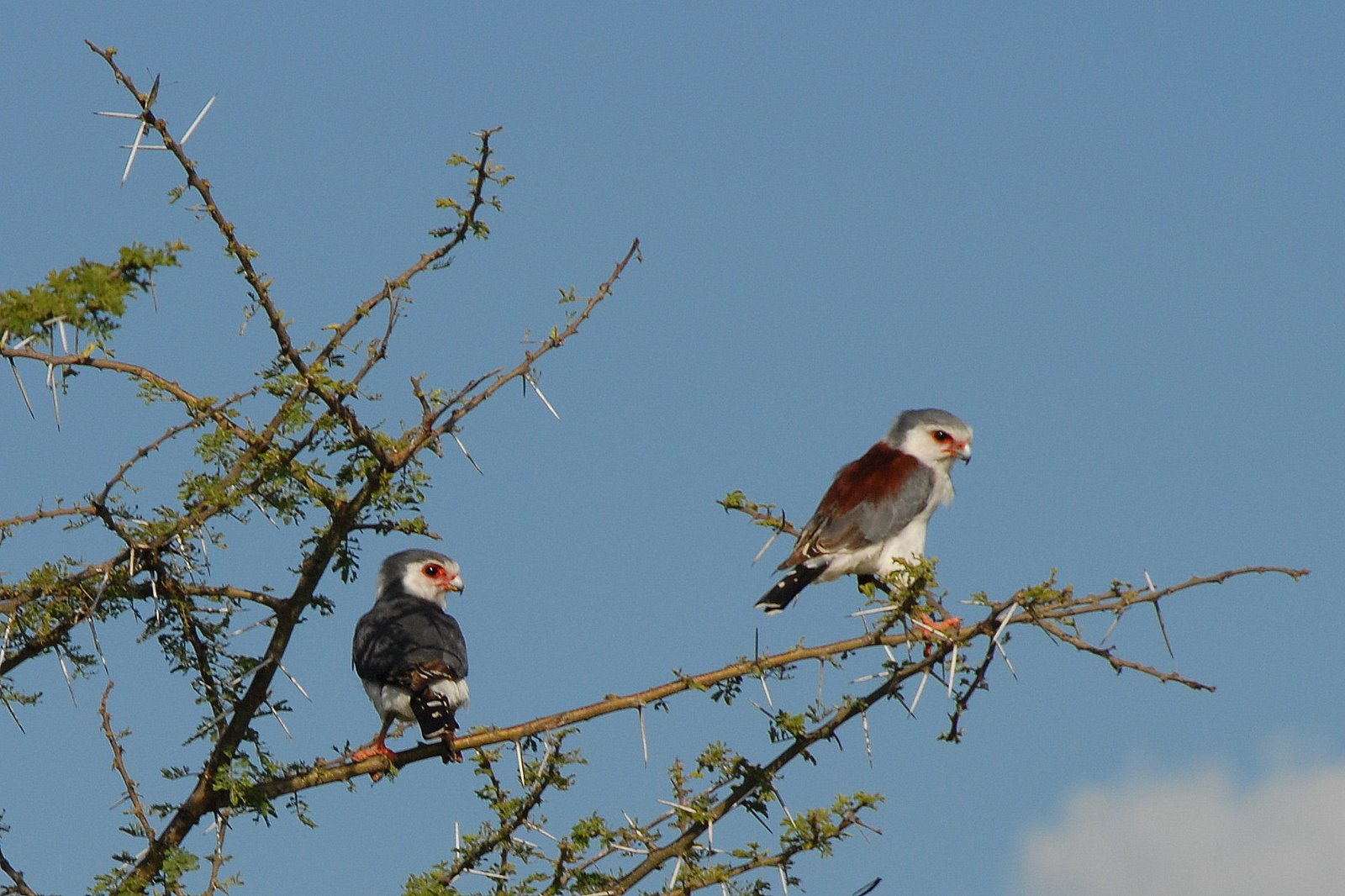
一对在坦桑尼亚隼，雄性在右侧雌性在左侧。

在肯尼亚，非洲侏隼在white-headed buffalo weaver筑巢，和两只鸟的生活范围一致。在非洲南部，它们都在red-billed buffalo weaver筑巢。侏儒猎鹰非洲侏隼很大程度上是独自生活的。